# Georg Friedrich Händel
Georg Friedrich Händel (angolosan: George Frederick Handel) (Halle, 1685. február 23. – London, 1759. április 14.) német (szász) származású barokk zeneszerző, hangszeres előadó. Mivel élete nagy részét Angliában töltötte, az angolok nemzeti zeneszerzőjüknek tartják. Nagy hatással volt a bécsi klasszikusokra, nevezetesen Haydnra, Mozartra és Beethovenre.

## A kezdeti évek
Händel apja a szász-weissenfelsi udvar alkalmazottja (borbély-seborvos), és Georg Friedrich születésekor már meglehetősen idős, 63 éves volt. Jogi pályára szánta, de a fiú a zene iránt érdeklődött, és a tiltás ellenére a padlásukra még egy kis klavikordot is felcsempészett, hogy gyakorolhasson. Egy alkalommal a herceg hallotta orgonálni a gyereket, és ez eldöntötte a sorsát: apja beleegyezett, hogy egyszerre mindkét irányban képezze magát. 1702-ben felvették a hallei egyetemre, és egy hónap múlva már az 1680 óta reformátussá lett
templom orgonista-állását is megkapta. Händelt érdekelte az opera műfaja, ezért alig egy év múlva Hamburgba költözött, ahol az egyetlen városi operaház működött (a főúri udvarok kivételével). 1704-ben egy hirtelen támadt veszekedés következtében kardpárbaj alakult ki közte és barátja, Johann Mattheson között. Händel életét csak egy nagyméretű gomb mentette meg. Hegedűsként és csembalistaként alkalmazták, és 1705-ben már be is mutatták első operáját, az Almirát. Egy év múlva meghívásra Firenzébe utazott. Róma és Nápoly is vendégül látta, és mind a közönség, mind a muzsikusok lelkesen fogadták. Megismerkedett Alessandro és Domenico Scarlattival, Corellivel és Vivaldival, valamint más zenészekkel, tanulmányozta a nápolyi és a velencei operát. Maga is írt operákat, oratóriumokat és kantátákat. Diadalmenet volt bemutatóinak sora: Firenzében a Rodrigo, Velencében az Agrippina, Rómában az Il trionfo del tempo e del disinganno című oratórium, Nápolyban pedig az Aci, Galatea e Polifemo aratott sikert. 1710-ben Londonba utazott, ahol a következő évben bemutatták Rinaldo című operáját a Haymarketen lévő színházban.

## Angliában

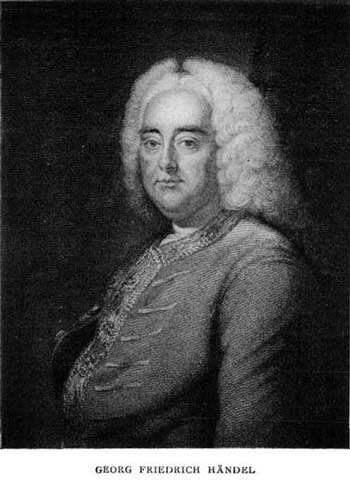
Händel

1711-ben a hannoveri választófejedelem udvari karmestere lett, innen azonban gyakorlatilag megszökött, és 1712-ben Londonban telepedett le. Anna királynő évi 200 fontos járadékot biztosított számára. Már itt írta Utrechti Te Deumát, amit 1713-ban mutattak be. A királynő azonban röviddel ezután, 1714-ben utód nélkül meghalt, és a trónon I. György néven az a hannoveri választófejedelem követte, akitől Händel engedély nélkül távozott. A király természetesen hűvösen viselkedett a zeneszerzővel szemben, de egy történet szerint Händel egy 1717-es temzei kirándulás alkalmával előadott, erre az alkalomra írt zeneművel engesztelte ki. Ez volt a Vízizene. Meg kell jegyezni, hogy a történet hitelességét a zenetörténet erősen kétségbe vonja, mert amikor I. György 1716-ban Hannoverbe utazott, Händelt is magával vitte. A király rövid ideig tartó elhidegülésére azonban vannak adatok, de ennek oka talán politikai természetű lehetett.
Händel 1718-tól 1720-ig Chandos herceg zeneigazgatója volt. Ekkor írta Chandos Anthemjeit és az Acis és Galatea című drámai oratóriumot. 1720-ban a Royal Academy of Music (Királyi Zenei Akadémia) zenei vezetője lett, feladata az olasz (típusú) operák népszerűsítése volt. Természetesen saját operái is műsorra kerültek, a sikerek sorát a Giulio Cesare in Egitto nyitotta meg 1724-ben. Nagy diadalok fémjelezték ezt az időszakot, London az európai operaélet központja lett. Händel élvonalbeli énekeseket (Francesca Cuzzoni, Faustina Bordoni) és zenészeket (Giovanni Bononcini, Attilio Ariosti) szerződtetett, de a végig anyagi gondokkal küszködő színház 1728-ban tönkrement. Händel népszerűsége egyre emelkedett, Európában is ismertté vált. Kérvényezte az angol állampolgárságot, amit 1726. február 13-án meg is kapott. Közben kinevezték a Royal Chapel zeneszerzőjévé. 1729-ben összefogott Johann Jacob Heidegger intendánssal egy új olasz társulat létrehozására. A színházba ismét Itáliában keresett új énekeseket (például Antonio Bernacchi kasztrált énekest), és visszautazásakor rövid kitérőt tett Németországba (Halle, Hannover, Hamburg). Az operaházat a Lotario című operával nyitották meg. 1734-ben a Covent Garden élére került. Ebből a korszakból származnak az Orlando, az Ariodante és az Alcina című operái. 1732-ben nagy sikerrel mutatták be az Esther oratóriumát (állítólag egy kocsmában), de Anna hercegnő kívánságára átvitték a darabot a King’s Theatre-be, ahol újabb hat előadást ért meg.
Erre az időszakra esik Bononcinivel, Arragonival és másokkal, de a londoni közönség közönyével is folytatott hosszas küzdelme, ami a komponistát teljes anyagi csőddel és testi megrendüléssel fenyegette. Bononcini ugyan megnyerte magának Marlborough herceget, de Händel a királyi udvar teljes támogatását harcolta ki. Ráadásul egy plágiumügy teljesen aláásta Bononcini tekintélyét, így távoznia kellett Londonból. A többi vetélytárs (főleg Porpora és Hasse Opera of the Nobility színháza) még továbbra is megkeserítette Händel életét, de alkotóerejét nem vette el, csak az operától távolodott el kissé (operát ezután inkább csak anyagi okok miatt írt). Ekkoriban keletkeztek a nagy mitológiai és bibliai tárgyú oratóriumok: Deborah, Athalia, Sándor ünnepe, Saul és Izrael Egyiptomban, Cecilia-óda stb. Az 1737-es év mélypont volt Händel életében: csődbe jutott a színház, majd nem sokkal később agyvérzést kapott, erős bénulási tünetekkel. Aachenben kúráltatta magát, és felépülése után a munkakedve és munkabírása ismét a régi volt. 1740-ben írta meg zenetörténeti jelentőségű, tizenkét darabból álló Op.6-os concerto grossóját vonósokra. A sorozatot Bach hat Brandenburgi versenyével együtt a barokk zenekari darabok csúcspontjának tekintik.
1742-ben mutatták be Dublinban – egy árvaház javára – nagyszabású oratóriumát, a Messiást. A hatalmas siker ellenére Händel folyamatosan javítgatta a hangszerelést, és életében a műnek nem is alakult ki végleges változata. A híres „Halleluja-kórusról” azt mondta: Azt hittem a mennyországot látom, és benn magát a nagy Istent. A Halleluja tételt Angliában azóta is hagyományosan felállva hallgatja a közönség, illetve a kórussal együtt éneklik. 1744-ben a Covent Gardenben, majd a King’s Theatre-ben mutatta be a Belsazar és Héraklész oratóriumot, amit további bemutatók sora követett, a legjelentősebbek között például a Judás Makkabeus, 1747, a Salamon és Zsuzsanna, 1749, a Jephta, 1752.
1749-ben a király nagyszabású ünnepséget szándékozott rendezni az aacheni béke megünneplésére, tűzijátékkal, zenével. Erre az alkalomra olyan zenét rendelt Händeltől, amelyben a vezető szerepet a fúvós hangszerek viszik. Már a Tűzijáték-zene Vauxhall Gardensben rendezett főpróbáját is hatalmas érdeklődés övezte: tizenkétezer ember volt jelen, teljes közlekedési káoszt okozva Londonban. A mű és a tűzijátékos ünnepség óriási sikert aratott, a király is elégedett volt.

## Utolsó évei

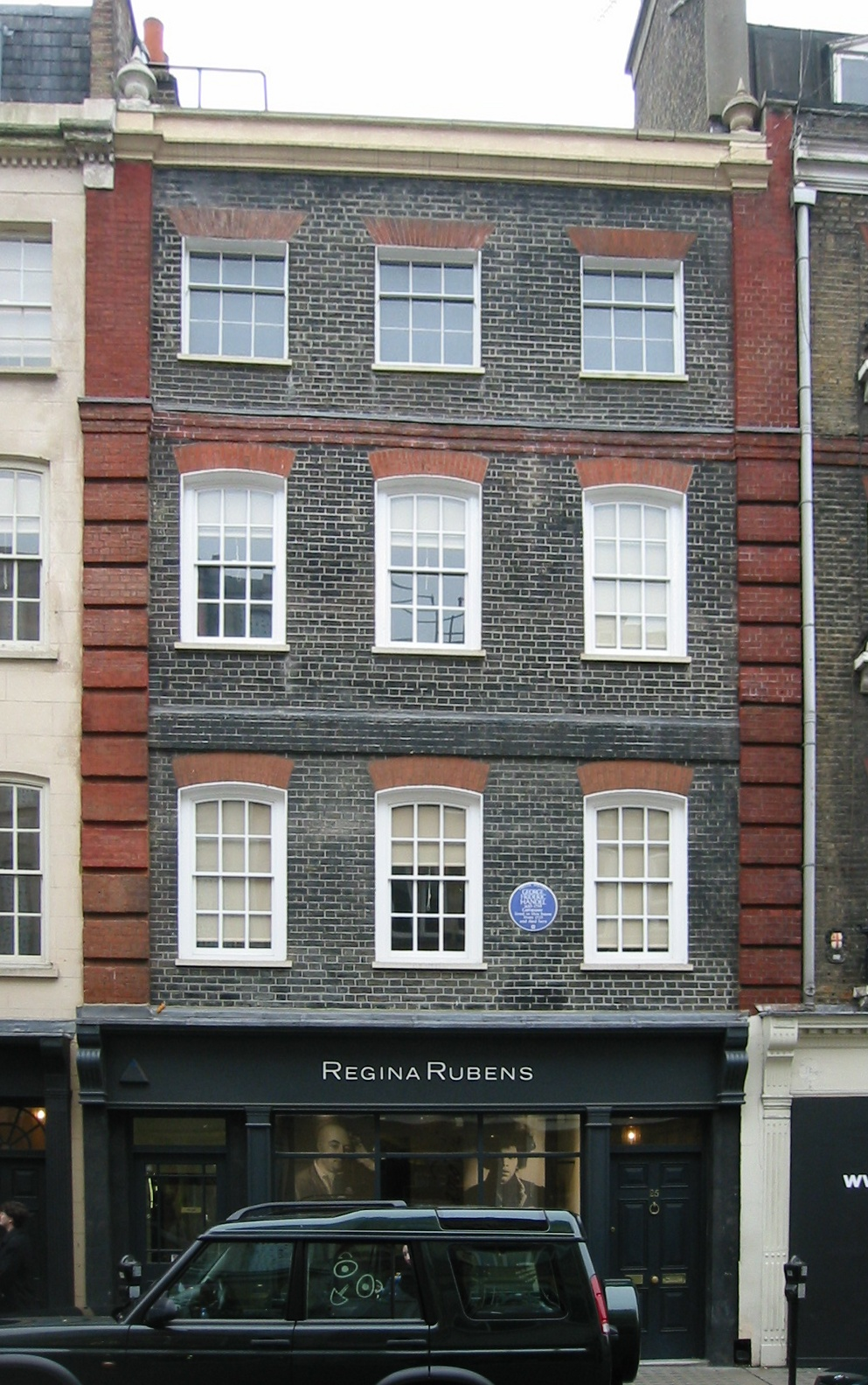
Händel háza Londonban, ma a Handel Hendrix House múzeumának 25 Brook Street-i része

Händel élete vége felé szembaj hatalmasodott el rajta, szürkehályog-műtétjei sikertelenek voltak (ugyanaz az orvos műtötte, aki Johann Sebastian Bachot is), ezután (már a Jephta írása idején) gyakorlatilag megvakult. A legenda szerint a How dark, oh Lord, are thy decrees című kórus írása közben vesztette el véglegesen a látását. Robusztus testi-lelki tulajdonságai révén megőrizte életkedvét, noha a zeneszerzéssel ezután kevesebbet tudott foglalkozni, viszont élete végéig hangversenyezett, orgonadarabjait adta elő Londonban. Az általa 1723 óta bérelt Brook Street 25. szám alatti lakásban hunyt el 1759. április 14-én, amelyben napjainkban neki emléket állító múzeum működik. A Westminsteri apátságban, Anglia nemzeti panteonjában temették el. Händel sírjára egy Messiásbeli szopránáriából származó részletet írtak a Bibliából (Jób 19:25): „I know that my Redeemer liveth”, azaz: „Tudom, hogy az én megváltóm él”.

## Jelentősége
Händel – több kortársával ellentétben – nem merült a feledés homályába halála után. Még életében, 1738-ban viaszszobor készült róla. 1760-ban, halála után egy évvel megjelent az első, életét összegző mű John Mainwaring tollából, a Memoirs of the Life of the Late George Frederic Handel. Az angolok annyira tisztelték, hogy születése „százéves” évfordulójára, 1784-ben (egy évet tévedtek) centenáriumi ünnepséget rendeztek emlékére. Ettől kezdve, de igazán rendszeresen csak 1859 óta hatalmas Händel-ünnepségeket szentelnek emlékének. Angliában és Németországban több Händel-társaság is működik; szülővárosában, Halléban szülőháza ma múzeum, és a városban évente Händel ünnepi játékokat rendeznek. Romain Rolland Händel címmel irodalmi értékű monografikus életrajzot írt róla, amely 1962-ben magyarul is megjelent. Amerikában a bostoni Handel and Haydn Society oratóriumai fő propagálója.
A kontinensen is gyorsan terjedt a hírneve. 1772-ben Michael Arne, majd három évvel később Carl Philipp Emanuel Bach vezényletével volt hallható a Messiás Hamburgban. Wolfgang Amadeus Mozart több Händel-művet átdolgozott és hangszerelt. Joseph Haydn, aki londoni tartózkodása során ismerte meg a zenéjét, az ő oratóriumainak hatására írta meg Die Schöpfung (A Teremtés) című oratóriumát. Ludwig van Beethoven valamennyi zeneszerző közül Händelt becsülte a legjobban, sőt csodálta, és variációkat írt a See the Conqu’ring Hero Comes témájára csellóra és zongorára (1796), a Die Weihe des Hauses (Házszentelés) nyitányának fúgája is Händel-mintára készült.
Zenei magára találása, sajátos drámaiságának kialakulása kétségkívül Itáliához köthető. Az olasz zenei hagyományok élete végéig elkísérik, de mindezek a német zenében gyökerező sajátos kifejezést erősítik, ami végül a händeli stílust eredményezi. Műveiben, főleg operáiban és oratóriumaiban rendkívüli drámai erőt érezni. Ebből a szempontból sokan szembeállítják a drámai géniuszt Bachhal, a lírai géniusszal. Ez természetesen elnagyolt összehasonlítás, de Händel valóban olyan erőteljesen alkalmazza a drámaiságot műveiben, hogy hasonló csak a késői velencei operákban figyelhető meg. Operái az opera seria jellegzetességeit tartalmazzák, és itáliai tanulmányaiból nőttek ki. A drámai jelleg oratóriumaiban még erőteljesebb, ami eszközválasztásában is megnyilvánul. Erőteljesen alkalmazza a kórusokat, mintegy szerepet, főszerepet ad számukra. Sokan népdrámáknak tartották oratóriumait, Abert pedig találóan „színpad nélküli zenedrámáknak” nevezte (sok oratóriumát valóban színpadon adták elő). Ahhoz, hogy ezek a művek ilyen módon létrejöhettek, a korabeli Anglia művelt és széles körű zenei közönsége is kellett. Ugyanakkor nemzetközisége is nyilvánvaló, amit sajátos univerzalizmus, világpolgári attitűd erősít. Hangszeres műveiben is a különböző zenei kultúrák egybeforrasztása nyilvánul meg. A concerto grossók különlegesen őrzik az olasz jelleget, Corelli hangszer-összeállítását, a zenekarra koncertáló kis vonósegyüttest. A zongoraművekben még több hatás fedezhető fel: francia, német és olasz elemek keverednek, orgonaversenyeiben Vivaldi hatása ismerhető fel.

## Művei
Händel műveit a jelenleg is fejlesztés alatt álló HWV (Händel Werke Verzeichnis – Händel műjegyzékszám) katalógus dolgozza fel.
A művek alábbi listája az 1965-ös kiadású Zenei lexikon alapján készült.

### Operák
(Zárójelben a szövegíró neve)
- Almira (Feustking), 1705
- Nero (Feustking; zenéje eltűnt), 1705
- Florindo és Daphne (Hinsch; zenéje eltűnt), 1708
- Rodrigo (?), 1708
- Agrippina (Grimani), 1709
- Rinaldo (Tasso nyomán Giacomo Rossi), 1711
- Il pastor fido (Guarini nyomán Giacomo Rossi; 3. változat: 1734), 1712
- Teseo (Haym), 1713
- Silla (?), 1714
- Amadigi di Gaula (Heidegger?), 1715
- Radamisto (Haym), 1720
- Muzio Scevola (Rolli; zene: 1. felv.: Amadel, 2. felv.: Bononcini, 3. felv.: Händel), 1721
- Floridante (Rolli), 1721
- Ottone (Haym), 1723.
- Flavio (Corneille nyomán Haym), 1723
- Giulio Cesare in Egitto (Haym), 1724
- Tamerlano (Piovene nyomán Haym), 1724
- Rodelinda, a longobárdok királynője (Salvi nyomán Haym), 1725
- Scipione (Zeno nyomán Rolli), 1726
- Alessandro (Mauro nyomán Rolli; később Rossane címmel), 1726
- Admeto (Haym vagy Rolli), 1727
- Riccardo primo (Rolli), 1727
- Siroe (Metastasio nyomán Haym), 1728
- Tolomeo (Haym), 1728
- Lotario (Salvi nyomán Rossi?), 1729
- Partenope (Stampiglia) 1730
- Poro (Metastasio, ang. Humphreys), 1731
- Ezio (Metastasio, ang. Humphreys), 1732
- Sosarme (Nori, ang. Humphreys), 1732
- Orlando (Ariosto nyomán Braccioli, ang. Humphreys), 1733
- Arianna (Pariati), 1734
- Ariodante (Ariosto nyomán Salvi), 1735
- Alcina (Ariosto nyomán Marchi), 1735
- Atalanta (Valeriani nyomán), 1736
- Arminio (Salvi), 1737
- Giustino (Beregani), 1737
- Berenice (Salvi), 1737
- Faramondo (Zeno), 1738
- Serse (Xerxes) (Minato), 1738
- Jupiter in Argos (Lucchini), 1739
- Imeneo (?), 1740
- Deidamia (Rolli), 1741

### Pasticciók
(Egyveleg-operák, csak a legfontosabbak)
- Oreste (?), 1734.
- Alessandro Severo (Zeno?), 1738.
- Lucio Vero (Zeno), 1747.

### Oratóriumok, ódák, passiók, világi kórusművek
(Zárójelben a műfaj és a szövegíró neve)
- János passió (ária-szövegek: Postel), 1704.
- La Resurrezione (oratórium; Capece), 1708.
- Il trionfo del tempo e del disinganno (oratórium; Panfili), 1708.
- Aci, Galatea e Polifemo (serenata; ?), 1708.
- Ode for the birthday of Queen Anne (Anna-óda; ?), 1713.
- Brockes-passió (Brockes), 1716.
- Haman and Mordecai (masque; Racine nyomán Pope; ebből később az Esther oratórium), 1720.
- Acis and Galatea (masque; Gay stb.), 1720.
- Esther (oratórium; Humphreys kiegészítéseivel a Haman masque-ból), 1732.
- Deborah (oratórium; Humphreys), 1733.
- Athalia (oratórium; Racine nyomán Humphreys), 1733.
- Il Parnasso in festa (serenata; ?), 1734.
- Alexander's Feast (Sándor ünnepe, óda; Dryden nyomán Hamilton), 1736.
- II trionfo del tempo e della veritá (oratórium; az 1708-as Il trionfóból), 1737.
- Saul (oratórium; Jennens), 1739.
- Israel in Egypt (Izrael Egyiptomban, oratórium; a bibliából és a Prayer Book zsoltáraiból), 1739.
- Ode for St. Cecilia's Day (Cecilia-óda; Dryden), 1739.
- L'Allegro, il Penseroso ed il Moderato (oratórium; John Milton és Jennens), 1740.
- Messiah (Messiás, oratórium; a Bibliából és a Prayer Book-ból, Jennens), 1742.
- Samson (oratórium; Milton nyomán Hamilton), 1743.
- Semele (oratórium; Congreve), 1744.
- Joseph and his Brethren (József, oratórium; Miller), 1744.
- Belshazzar (Belsazar, oratórium; Jennens), 1745.
- Hercules (oratórium; Szophoklész és Ovidius nyomán Broughton), 1745.
- Occasional Oratorio (Alkalmi oratórium; Morell), 1746.
- Judas Maccabeus (oratórium; Morell), 1747.
- Joshua (Józsua, oratórium; Morell), 1748.
- Alexander Balus (oratórium; Morell), 1748.
- Susanna (Zsuzsanna, oratórium; ?), 1749.
- Solomon (Salamon, oratórium; Jennens), 1749.
- Theodora (oratórium; Morell), 1750.
- Alceste (drámához zene; Spencer nyomán Morell v. Smollett), 1749.
- The Choice of Hercules (Herkules választása, oratórium; ?), 1751.
- Jephtha (oratórium; Morell), 1752.
- The Triumph of Time and Truth (Az idő és igazság diadala, oratórium; a korábbi Il trionfóból átdolgozta Morell), 1757.

### Egyházi művek
(Zárójelben nagybetűvel a dúr, kisbetűvel a moll hangnem)
- Laudate pueri (F; 112. zsoltár), ~1702.
- Dixit Dominus (109. zsoltár), 1707.
- Laudate pueri (D; a fenti Laudate átdolgozása), 1707.
- Nisi Dominus (127. zsoltár), 1707.
- Gloria Patri (2 kórus, 2 zkar), 1707.
- Salve Regina, ~1707–1712.
- Silete venti (motetta), ~1707.
- Utrechti Te Deum és Jubilate, 1713.
- Te Deum (D), ~1714.
- Te Deum (B), ~1719.
- Te Deum (A; az előbbi röv. változata), 1727.
- Chandos Anthems (11 anthem zsoltár szövegekre), 1717–1720.
- O praise the Lord ye angels (anthem; 103., 115., 145. zsoltár), 1724.
- Coronation Anthems (II. György koronázására; 3 anthem zsoltár és más szövegekre), 1727.
- Wedding Anthem (Esküvői anthem Anna hercegnőnek; 45., 118. zsoltár), 1734.
- Wedding Anthem (a walesi hercegnek; 68., 106., 128., zsoltár), 1736.
- Funeral Anthem (Gyász-anthem Caroline királynő temetésére; 15., 61. zsoltár), 1737.
- Dettingeni Anthem (20., 21. zsoltár), 1743.
- Dettingeni Te Deum, 1743.
- 6 Alleluja (szopránra), 1735–1745.
- Foundling Hospital Anthem (Lelencházi anthem; 41., 72., 112. zsoltár), 1749.
- 3 himnusz (Wesley szövegére), ~1750.

### Triók, duettek, kantáták, dalok
- 20 olasz duett (continuóval), No.1-2: ~1707; 3-14: ~1710–1712; 15-20: 1741–1745).
- 2 olasz trió (continuóval), ~1708.
- 63 olasz szóló kantáta (1 énekhangra continuóval), 1707–1709.
- 28 olasz kantáta, No.1-4, 9-28: 1708–1709; No.5: 1713; No.8: 1734; No.6-7: 1736.
- 3 német dal, ~1696.
- 7 Airs frangois, 1708.
- Venus and Adonis kantáta (1 hangra), 1711.
- 9 deutsche Arien (Brockes szövegeire), 1729.
- A Collection of (24) English Songs, 1731.

### Zenekari művek
(Zárójelben nagybetűvel a dúr, kisbetűvel a moll hangnem. A hangszerek közt mindig szerepel continuo is.)
- Concerto (g), oboa, vonósok, ~1703.
- Sonata à 5 (Concerto; B), hegedű, 2 oboa, vonósok, 1710.
- Concerto (D), 2 kürt, vonósok, 2 csembaló, ~1710–1715.
- Concerto (F; a Vízi zenében), 2-2 oboa, fagott, kürt, vonósok, 1716.
- Water Music (Vízi zene), 2-2 oboa, fagott, kürt, vonósok, ~1717.
- 6 Concerti grossi, Op.3. (B-g, B, G, F, d, D-d), 2-2 fuvola, oboa, fagott, vonósok, ~1734.
- Concerto grosso (C; előjáték a Sándor ünnepe 2. felvonásához), 2 oboa, vonósok, 1736.
- Concerto (B), oboa, vonósok, 1740 előtt.
- Concerto (B), oboa, vonósok, 1740 előtt.
- 12 Concerti grossi, Op.6 (G, F, e, a, D, g, B, c, F, d, A, h), vonósok, 1739.
- Concerto (B), 2-2 oboa, fagott, vonósok, ~1740–1750.
- Concerto (F), 2-2 oboa, fagott, kürt, vonósok, ~1740–1750.
- Concerto (F; 2 zkar; az előző concerto és az önálló F orgv. anyagából), 2-2 oboa, fagott, kürt, vonósok, ~1740–1750.
- Concerto (F; a Tűzijáték-zenében felhasználva), 2 oboa, fagott, 4 kürt, vonósok, ~1748.
- Concerto (D; a Tűzijáték-zenében felhasználva), 2 oboa, fagott, 4 kürt, 2 trombita, dobok, vonósok, ~1748.
- Fireworks Music (Tűzijáték-zene), 2 oboa, 2 fagott, 4 kürt, 2 trombita, dobok, vonósok, 1749.

### Orgonaversenyek
(Zárójelben nagybetűvel a dúr, kisbetűvel a moll hangnem)
- Hat concerto, Op.4. (g, B, g, F, F, B; az utolsó a Sándor ünnepe 1. felvonásában hárfaversenyként is), + 2 oboa, vonósok, ~1735–1736.
- Hat concerto (Set II: F, A, d, G, D, g; No.3-6=Op.6, No.10,1,5,6) + 2 oboa, vonósok, ~1739.
- Hat concerto, Op.7 (Set III: B, A, B, d, g, B), 2 oboa, vonósok, 1740–1751.
- Concerto (d) 2 orgonára, (=Op.7. No.4, 1. tétel), + vonósok
- Concerto (d), vonósok
- Concerto (F; rokon az egyik 2 zkaros F koncerttel), 2-2 oboa, fagott, kürt, vonósok, ~1740–1750.

### Hangszeres kamarazene
(Zárójelben nagybetűvel a dúr, kisbetűvel a moll hangnem)
- Hat szonáta (vagy trió: B, d, Esz, F, G, D) 2 oboa, continuo, ~1696.
- Szonáta (C), 3 „solo” harántfuvola, oboa v. hegedű, , continuo, ~1730.
- 15 „solo” (szonáta) Op.1., harántfuvola, oboa v. hegedű, continuo, ~1731.
- Hat szonáta, Op.2 (c, g, B, F, g, g), 2 hegedű, 2 oboa v. 2 harántfuvola, continuo, ~1731.
- Három szonáta (d, g, E), 2 hegedű, 2 oboa v. 2 harántfuvola, continuo
- Hét szonáta, Op.5 (vagy trio; A, D, e, G, g, F, B), 2 hegedű v. 2 harántfuvola, continuo, 1739.

### Csembalóművek (zongoraművek)
(Zárójelben nagybetűvel a dúr, kisbetűvel a moll hangnem)
- Suites de Piéces (A, F, d, e, E, fisz, g, f; No.5 vége: A vidám kovács), 1720.
- Suites de piéces, II. köt. (B, G, d, d, e, g, B, G, G; No. 9: Chaconne), 1733.
- Hat fúga (g, G, B, h, a, c), 1735.
- Suite (g), ~1736.
- Chaconne (F)
- Szonáta (C), ~1750.
- 6 Fugues faciles (C, C, D, C, D, F), ~1776.

## Hanganyagok
Händel: Halleluja a Messiásból

Händel: 8. és 12. fantázia és Carillon

Händel: Orgonaverseny, Op.7 No.1, 1. tétel (Andante)

Händel: Sába királynőjének belépője a Salamonból

## Fordítás
- Ez a szócikk részben vagy egészben  a   Johann Mattheson című angol Wikipédia-szócikk fordításán alapul.  Az eredeti cikk szerkesztőit annak laptörténete sorolja fel. Ez a jelzés csupán a megfogalmazás eredetét és a szerzői jogokat jelzi, nem szolgál a cikkben szereplő információk forrásmegjelöléseként.

## Kapcsolódó szócikk
- Handel Hendrix House